# Rhacophorus angulirostris
Rhacophorus angulirostris is een kikker uit de familie schuimnestboomkikkers (Rhacophoridae). De soort werd voor het eerst wetenschappelijk beschreven door Ernst Ahl in 1927.
De soort komt voor in de subtropische wouden, berstreken en rivieren van Indonesië en Maleisië. De belangrijkste bedreiging van de kikker is het kleiner worden van het leefgebied.